# يولكين (روستوف)
يولكين (بالروسية: Ёлкин) هي مدينة في مقاطعة روستوف أوبلاست في روسيا.
يبلغ عدد سكانها حوالي 2923 نسمة.